# Bates-Weißzahnpitzmaus

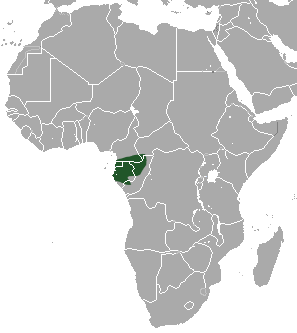
Verbreitungsgebiet der Bates-Weißzahnpitzmaus

Die Bates-Weißzahnpitzmaus  (Crocidura batesi) ist ein Säugetier in der Gattung der Weißzahnspitzmäuse, das in Zentralafrika verbreitet ist. In älteren Abhandlungen wurde die Population oft in Crocidura poensis eingefügt.

## Merkmale
Mit einer Kopf-Rumpf-Länge von 72 bis 88 mm, einer Schwanzlänge von 52 bis 60 mm und einem Gewicht von 9 bis 15,5 g ist die Art eine mittelgroße Spitzmaus. Sie hat etwa 15 mm lange Hinterfüße und ungefähr 12 mm lange Ohren. Die Haare der Oberseite sind an den Wurzeln graubraun gefärbt und an den Spitzen schokoladenbraun, was ein schokoladenbraunes Aussehen erzeugt. Nur bei einigen Exemplaren ist die Unterseite leicht heller. Am Schwanz ist der Unterschied zwischen der braunen Oberseite und der helleren Unterseite deutlicher. Auf Vorder- und Hinterpfoten kommen braune Haare vor. Der diploide Chromosomensatz enthält 70 Chromosomen.

## Verbreitung und Lebensweise
Das Verbreitungsgebiet reicht vom südlichen Kamerun und der südwestlichen Zentralafrikanischen Republik über Äquatorialguinea bis nach Gabun und in die westliche Republik Kongo. Die Exemplare leben in ursprünglichen Wäldern. Sie halten sich im Flach- und Hügelland bis 625 Meter Höhe auf.
Ein Weibchen war im Februar mit zwei Embryos trächtig. Die Bates-Weißzahnpitzmaus  wird von kleinen Raubtieren gejagt.

## Gefährdung
Waldrodungen können sich in begrenzten Regionen negativ auswirken. In geeigneten Habitaten ist die Art nicht selten. Die IUCN listet sie als nicht gefährdet (least concern).